# Смертельный круг
«Смертельный круг» — кинофильм. Фильм имеет и другое название — «В кольце смерти».

## Сюжет
Мэтт Коллинз — легкоатлет, он выиграл состязание на выживание. Но этим он привлёк к себе повышенное внимание миллионера Дантона Ваша. Ваш — извращенец, садист и маньяк. На своём острове он организует особый вид охоты — охоту на людей.
А основной добычей должен стать удачливый легкоатлет — его уже похитили. Теперь он находится на проклятом острове, с которого нельзя убежать. Основная цель Коллинза — выжить, но для этого ему надо обойти четырёх охотников, которые преследуют его. Они жаждут поймать добычу — ведь за голову Коллинза сумасшедший миллионер обещал дорогое Кольцо смерти.

## В ролях
- Майк Норрис — Мэтт Коллинз
- Билли Драго — Дэнтон Ваш
- Чед Маккуин[англ.] — «Скайлорд» Харрис